# ۲۶ برادوی
۲۶ برادوی، (به انگلیسی: 26 Broadway) ساختمان ۳۱ طبقه به ارتفاع متر، با کاربری اداری-تجاری است، که در شهر نیویورک، ایالات متحده آمریکا مستقر می‌باشد. پروژه ساخت این ساختمان در سال ۱۹۲۱ آغاز شد و در سال ۱۹۲۸ تکمیل و افتتاح گردید. این ساختمان نخست متعلق به شرکت استاندارد اویل بود و امروزه از ساختمان‌های اداری شرکت نفتی اکسان‌موبیل بشمار می‌آید.